# Ludolf von Brandenburg
Ludolf von Brandenburg war von 1125 bis 1137 Bischof von Brandenburg.

## Leben
Seine Weihe zum Bischof von Brandenburg erhielt Ludolf von Brandenburg durch den Erzbischof Ruotger von Magdeburg vor dem 20. Dezember 1125. Bei der Weihe von Norbert von Xanten zum Erzbischof von Magdeburg im Juli 1126 gehörte er zu den Anwesenden. Auch bei der Bestattung des Erzbischofs Norbert von Xanten am 11. Juni 1134 im Kloster Unser Lieben Frauen nahm er teil. Als Zeuge nahm er am 4. März 1135 bei der Stiftung des Klosters Gottesgenaden in Halle teil. Seine letzte urkundliche Erwähnung war zuletzt 1136. Man nimmt an, dass er im Laufe des Jahres 1137 verstarb.

## Quelle
- Personendatenbank zur Germania Sacra, abgerufen am 28. Juni 2017.
- Germania-sacra, abgerufen am 28. Juni 2017.